# Plamenec (část kotle)

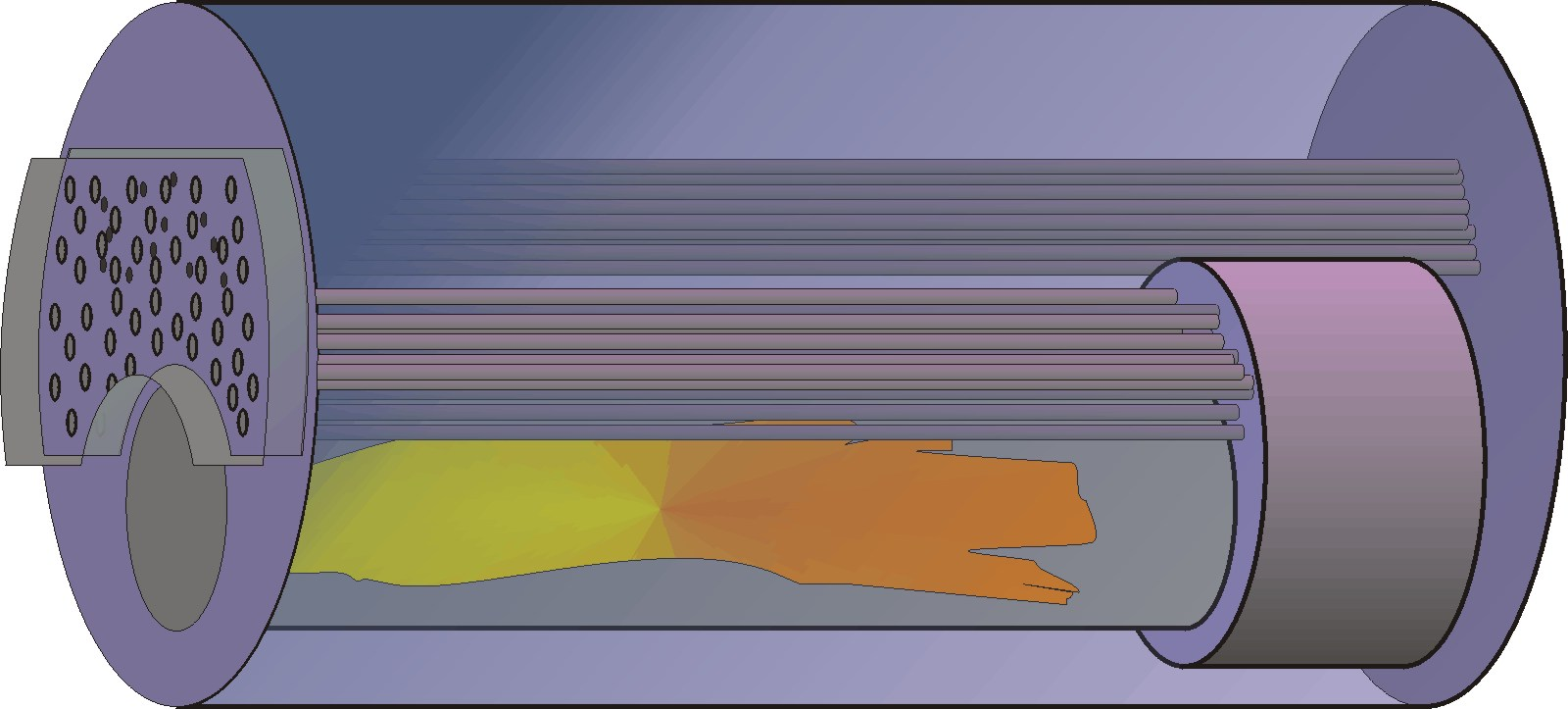
Schéma kotle s plamencem, trubkovnicí (vpravo) a kouřovými trubkami

Plamenec je válcová vestavba parního kotle. Obvykle je v něm umístěn rošt topeniště.
Plamence byly do kotlů montovány především ve druhé polovině 19. století. Byly vyrobeny ze silného ocelového (někdy i měděného) plechu, silného 10–30 mm. Plech, z něhož byly zhotoveny, byl obvykle vlnitý, což umožnilo jednak zvýšit přímou výhřevnou plochu, jednak umožnit kotli lépe se přizpůsobit změnám délky se změnou teploty.
Plamence zpočátku procházely celou délkou kotle, později byly ukončeny trubkovnicí a kouř z nich odcházel kouřovými trubkami skrz vodní prostor kotle.
Do plamenců některých konstrukcí byly namísto zvlnění přidávány varníky, které také zvyšovaly jejich výhřevnou plochu.